# Коке (футболіст, 1983)
Серхіо Контрерас Пардо (ісп. Sergio Contreras Pardo, нар. 27 квітня 1983, Малага), відомий як Коке (ісп. Koke) — іспанський футболіст, що грав на позиції нападника, насамперед за грецький «Аріс».

## Ігрова кар'єра
Народився 27 квітня 1983 року в Малазі. Вихованець футбольної школи місцевого однойменного клубу. Дорослу футбольну кар'єру розпочав у сезоні 2002/03 в головній команді того ж клубу. У її складі не закріпився, не зумівши виграти конкуренцію в досвідченого Сальви Бальєсти, і грав здебільшого за другу команду.
У січні 2004 року перебрався до Франції, уклавши контракт з «Марселєм». Регулярно отримував у новій команді ігровий час, проте своєю результативністю надій її тренерського штабу не виправдовував. Тому влітку 2005 року команду поповнив сенегалець Мамаду Ньянг, а на початку 2016 року — ще один нападник Тоїфілу Мауліда. За умов такої підвищеної конкуренції у команді іспанець був відданий на першу половину 2006 року в оренду до лісабонського «Спортінга», де важливою фігурою не став і майже не грав.
Його повернення до «Марселя» збіглося у часі з приходом до команди ще одного нападника, Джибріля Сіссе, тому повернути собі місце у складі в Коке практично не було і він уклав трирічну угоду з грецьким «Арісом», клубом, в якому вже грала велика іспанська діаспора. У цій команді гравець отримав місце в основному складі, порівняно небагато але регулярно відзначаючись забитими голами. Згодом подовжив угоду з клубом і захищав його кольори до 2011 року.
Протягом першої половини 2010-х регулярно змінював команди, встигнувши пограти у США за «Х'юстон Динамо», на батьківщині за «Райо Вальєкано», в азербайджанському «Баку», німецькому «Ян» (Регенсбург), болівійському «Блумінзі» та індійському «Норт-Іст Юнайтед».
Завершував ігрову кар'єру у добре йому знайомому «Арісі», за який провів декілька ігор у сезоні 2015/16.

## Титули і досягнення
- Володар Кубка Інтертото (2):

«Сельта Віго»: 2002
«Марсель»: 2005
- Володар Кубка Азербайджану (1):

«Баку»: 2011/12